# إلهام أحمد
ولدت إلهام أحمد في عفرين وهي سياسية سورية كردية من حزب الاتحاد الديمقراطي،  الذي يشغل حالياً منصب الرئيس المشارك للمجلس التنفيذي للإدارة الذاتية لشمال وشرق سوريا(AANES). وحتى يوليو/تموز 2018، كانت رئيساً مشاركًا لمجلس سوريا الديمقراطي (SDC)، وهي منظمة مظلة من المعارضة العلمانية والديمقراطية في سوريا التي تعمل كهيئة تشريعية للرابطة. الهام عضو في اللجنة التنفيذية لائتلاف حركة المجتمع الديمقراطي (TEV-DEM).

## الحياة السياسية
الهام أحمد صريحة حول الهدف من الطابع المتعدد الأعراق برمجياً لسوريا المستقبلية. وفي بداية هجوم الرقة الشمالية في تشرين الثاني/نوفمبر 2016، نُقل عنها قولها إن «مثل هذه الإدارة يمكن أن توفر مثالاً جيداً للتغيير الديمقراطي في الرقة، لا سيما أن المدينة كانت لسنوات عاصمة فعلية لتنظيم داعش الإرهابي. ومن شأن هذا الإنجاز أن يكون تغييراً كبيراً في الوضع العام في سوريا، وسيساعد البلاد على المضي قدماً نحو تحقيق الاستقرار والتغيير الديمقراطي. الرقة ستكون مثالاً للبلاد بأسرها».
وشاركت في المفاوضات مع الحكومة السورية في دمشق بشأن الخدمات التي سيتم تقديمها أيضا في المجالات التي يحكمها المجلس في تموز/يوليه 2018.
وإلى جانب ذلك، فهي أيضاً عضو في مبادرة المرأة السورية من أجل السلام والديمقراطية. لقد كانت تناضل في النضال من أجل الحرية الكردية منذ التسعينيات. هدفها الرئيسي كرئيسة تنفيذية لمجلس سوريا الديمقراطية هو أن تكون هناك دولة لامركزية. في هذه الدولة اللامركزية، تدفع إلى مجالس مدنية محلية وحكومات تضمن حقوق مختلف الجماعات السورية. وهذا يشمل حرية التعبير، والمساواة بين الجنسين، إلخ. كما أنها تريد أن تكون حقوق الشعب الكردي مكفولة في الدستور السوري.

### الغزو التركي في شمال شرق سوريا
قبل الغزو التركي، كانت عفرين واحدة من أكثر المناطق استقراراً وسلاماً في سوريا. بعد أن أعلن الرئيس الأمريكي دونالد ترامب أن الولايات المتحدة ستسحب قواتها من الأراضي التي تحكمها SDC في ديسمبر 2018، وهددت تركيا بالهجوم، سافرت إلى باريس مع الرئيس المشارك للمركز رياض دارار للتحدث مع الحكومة الفرنسية حول المزيد من التعاون مع القوات الفرنسية المتمركزة في المناطق التي يحكمها مركز التنمية السعودية. ترك هذا إلهام أحمد و SDC عرضة لهجوم من تركيا على شمال شرق سوريا. وستكون «حركة سوريا الديمقراطية» عرضة للهجوم من تركيا بسبب الاعتقاد بوجود علاقات سورية مع «وحدات حماية الشعب» التي تربطها علاقات مع «حزب العمال الكردستاني». تقول إلهام أحمد: «لأن تركيا دولة من دول حلف شمال الأطلسي، فقد صنفوا (الحكومة التركية) حزب العمال الكردستاني كمنظمة إرهابية». وهي تنتهي بالقول: «إن حزب العمال الكردستاني لم يستهدف أبداً مصالح الولايات المتحدة أو أي دولة أخرى في حلف شمال الأطلسي، وهذا مجرد قضية بالنسبة لتركيا». وهذا يعني أنه عندما تسحب الولايات المتحدة قواتها لم تعد تركيا تقف في طريقها أي حكومات حليفة في مهاجمة SDC. كما يعتبرونهم إرهابيين بسبب الاعتقاد بأن SDC يدعم حزب العمال الكردستاني. هذا الغزو أيضا عرضة للتطهير العرقي كما الاعتقاد يربط SDC وحزب العمال الكردستاني إلى الأكراد. ووفقاً لإلهام، لن يهاجم الأتراك الأكراد فحسب، بل هناك أعراق أخرى في المنطقة، بما في ذلك السريان والعرب والمسيحيون. قالت إلهام إن هؤلاء الناس هم الأغلبية في المنطقة. بعد مفاوضات مع الحكومة فرنسيّة، وانتهى الأمر بالقوات الفرنسية بالبقاء في سوريا.
تشرين الأول/أكتوبر 2019 المرة الثانية التي يأمر فيها الرئيس ترامب القوات بالانسحاب من سوريا. وفي أعقاب غزو تركيا، قُتل 250 شخصاً وشُرد أكثر من 000 130 شخص. اضطر العديد من النازحين إلى مغادرة بيوت أجدادهم. حدث هذا على الرغم من وقف إطلاق النار تم بين الأتراك والأكراد المدعومة من الولايات المتحدة وروسيا. وفقاً لإلهام، لم يكن الأتراك يتبعون وقف إطلاق النار حيث كانت هناك بعض مقاطع الفيديو المسربة التي تظهر الجيش الوطني السوري وهو يشوه جثة مقاتل كردي. وإلى جانب ذلك، تقول إن البعض لديهم قيادة من الدولة الإسلامية عملت بجدية للقضاء عليها بمساعدة أمريكية. كما انتهكت تركيا الحقوق الإنسانية من قبل ميليشيا أحرار الشرقية، التي تدعمها القوات التركية، حيث قتلت بوحشية هفرين خلف. كانت سياسية كردية كانت تسير على طول طريق M4. تم العثور على جثتها مع عشرات من ثقوب الرصاص، وتمزقات، وكان الجلد لها منفصل عن فروة رأسها عندما تم سحبها من شعرها من السيارة. ومع ذلك، فقد هدأ وقف إطلاق النار من غزو تركيا وترك لهم الوقت للتفكير في القوات الأمريكية التي دخلت مرة أخرى إلى شمال سوريا. كما أثار وقف إطلاق النار مسألة احتمال إعادة 200 جندي إلى شرق سوريا لحماية حقول النفط. كما حدث هذا لمنع تنظيم الدولة الإسلامية من الدخول من جديد إلى الأراضي التي تم الاستيلاء عليها مؤخراً.

## العلاقات مع الولايات المتحدة
وكما نوقش في القسم السابق، إلهام أحمد، لديها أيضاً بعض القضايا مع البيت الأبيض، حيث كان ترامب ينسحب ويعاود دخول القوات بشكل متكرر إلى حد ما. وبما أن هذا قد حدث مرتين في الأشهر العشرة الماضية، فقد أصبحت حذرة من المساعدة العسكرية التي تقدمها الولايات المتحدة. منذ بدء المعركة ضد تنظيم الدولة الإسلامية، خسر حزب الله الإسلامي 11 ألف رجل وأصيب 24 ألف آخرين. مع انسحاب القوات الأمريكية وسفك الدماء بسبب هذا، دعت إلهام أحمد الولايات المتحدة للمساعدة مرة أخرى. وتطلب من الولايات المتحدة:
- وقف العدوان التركي على شمال وشرق سوريا.
- وقف الإبادة الجماعية التركية ضد سكان شمال وشرق سوريا.
- فرض عقوبات فورية وجوهرية على تركيا.
- ممارسة جميع الضغوط الدبلوماسية التي يمكن أن تردع العدوان التركي.
- نشر قوات حفظ سلام دولية على طول الحدود مع تركيا.
- تعليق المادة الخامسة من ميثاق حلف شمال الأطلسي بشأن التدخل التركي في شمال وشرق سوريا.
- فرض منطقة حظر الطيران.
- إرسال مراقبين دوليين لتوثيق الانتهاكات التي ارتكبها الجيش التركي وما يسمى «الجيش الوطني» وتقييم الحالة الإنسانية الناجمة عن الغزو التركي.[12]

## اقتباسات ومقابلة مع إلهام أحمد
«إذا كانت هناك صورة واضحة طلبتها تركيا»: «ستكون تركيا راضية عن التطهير العرقي في هذه المنطقة، وإعادة توطين اللاجئين السوريين وليس من المنطقة، كما حدث في عفرين».
- https://www.youtube.com/watch?v=IHxwPnzR3x0 https://steemit.com/syria/@mekut/interview-with-ilham-ehmed-about-ongoing-talks-between-sdc-and-syrian-government-03-aug-2018

## وصلات خارجية
- Official Twitter account
- "Can Syrian Democratic Council play unifier in postwar Syria?", Interview with Ilham Ehmed, Al-Monitor, December 2016